# Левинский, Абрам-Леонид Гиршевич
Абрам-Леонид Гиршевич Левинский — советский государственный и хозяйственный деятель.

## Биография
Родился в 1909 году в Минске. Член КПСС.
В 1934 году окончил Западно-Сибирский строительный институт.
До 1941 года работал на инженерных должностях на крупнейших стройках страны («Кузбассшахтстрой», Горьковский автозавод).
В 1941−1944 годах — в РККА — инженер-майор
В 1944 году направлен на восстановление промышленности Ленинграда в Главленинградстрой (управляющий строительным трестом, затем главный инженер Главленинградстроя).
В 1957−1965 годах — заместитель председателя Ленинградского совнархоза.
С 1966 года — заместитель министра электротехнической промышленности СССР.
За сборные железобетонные оболочки индустриального изготовления был в составе коллектива удостоен Государственной премии СССР в области науки и техники 1967 года.
Умер в Москве в 1975 году.